# بازی‌های موبایل نینتندو

لوگوی نینتندو از سال 2016 استفاده شده است

نینتندو، تولید کننده و توسعه دهنده بازی های رایانه ای خانگی و کنسول های دستی ژاپنی، به طور سنتی بر روی بازی هایی تمرکز داشت که از عناصر منحصر به فرد کنسول هایش استفاده می کرد. با این حال، رشد بازار بازی های موبایلی در اوایل دهه 2010 منجر به چندین فصل مالی متوالی شد که در آن آنها زیان داشتند. نینتندو که در آن زمان توسط رئیس Satoru Iwata رهبری می شد، استراتژی ورود به بازار بازی های موبایل را با شریک توسعه DeNA، به عنوان ابزاری برای معرفی ویژگی های فرانچایز خود به بازیکنان موبایل با هدف جذب آنها به خرید کنسول های نینتندو، توسعه داد. از سال 2015، نینتندو تعدادی بازی موبایل را در داخل توسعه داده است، در حالی که بازی هایی را با توسعه دهندگان دیگر منتشر کرده است، از جمله بازی هایی خارج از شراکت اولیه DeNA. تعدادی از آنها وارد لیست بازی های دانلود شده در فروشگاه های App iOS و Google Play شده اند و در مجموع بیش از 100 میلیون دلار آمریکا درآمد کسب کرده اند.

## تاریخ

### قبل از 2015
در دهه 2010، نینتندو اصولاً کنسول خانگی خود، Wii، و کنسول قابل حمل خود، Nintendo DS را همراه با چندین بازی داخلی از فرنچایزهای اصلی خود، مانند Super Mario و The Legend of Zelda، به عنوان یک رویکرد تجاری ارائه داد. این شرکت در طول 30 سال گذشته به این کار مشغول بوده است. یکی از ویژگی‌های متمایز که نینتندو را از سایر محصولات سخت‌افزاری بازی‌های ویدیویی جدا می‌کند، استفاده منحصربه‌فرد از سخت‌افزار بوده است که امکان اضافه کردن عناصر جدید گیم‌پلی، مانند Wii Remote با حسگر حرکت و دو صفحه‌نمایش تطبیق‌پذیر DS را فراهم می‌کند. همچنین، نینتندو برجسته است زیرا بازی‌های شخص اول آن‌ها به سخت‌افزار منحصربه‌فردشان وابسته هستند و بخش قابل‌توجهی از درآمد آن‌ها به موفقیت این بازی‌ها وابسته است.
با این حال، در دهه ۲۰۱۰ نیز، شاهد رشد بازی‌های موبایلی با پذیرش گسترده گوشی‌های هوشمند و رایانه‌های لوحی بودیم. تا سال ۲۰۱۲، ارزش بازار بازی‌های موبایلی ۹ میلیارد دلار آمریکا برآورد شد، در مقایسه با ارزش خالص کلی صنعت بازی‌های ویدیویی ۸۶٫۱ میلیارد دلار آمریکا، و انتظار می‌رود که بزرگترین محرک رشد در بازار بازی‌های ویدیویی در چند سال آینده باشد، به گفته شرکت تحقیقاتی Newzoo. تا سال ۲۰۱۶، بازی‌های موبایلی ۴۱ میلیارد دلار آمریکا از ۹۱ میلیارد دلار آمریکا بازار جهانی بازی‌های ویدیویی را به خود اختصاص دادند.

### 2015–اکنون
پس از پایان سال مالی ۲۰۱۴، ایواتا، تاتسومی کیمیشیم، جنیو تاکدا و شیگرو میاموتو استراتژی جدیدی برای نینتندو ایجاد کردند تا آنها را به سودآوری بازگرداندند، که شامل نزدیک شدن به بازار موبایل، ایجاد سخت‌افزار جدید و "به حداکثر رساندن [آنها] مالکیت معنوی" بود. جهت سخت‌افزاری منجر به توسعه نینتندو سوئیچ شد که در مارس ۲۰۱۷ منتشر شد. در حالی که سوئیچ به عنوان یک کنسول خانگی تبلیغ می‌شود، می‌تواند در چندین حالت مشابه کنسول دستی و رایانه لوحی کار کند.

## بازی ها
نینتندو، از طریق بخش توسعه داخلی خود مانند بخش برنامه‌ریزی و توسعه سرگرمی یا استودیوهای نزدیک به آن مانند سیستم‌های هوشمند، حداقل پنج برنامه تلفن همراه را با همکاری DeNA توسعه داده است، که شامل Miitomo، Super Mario Run، Fire Emblem Heroes، Animal Crossing: Pocket Camp و Mario Kart Tour است. بازی‌های دیگر در غیر این صورت، خارج از آن مشارکت دارند.

### Miitomo(2016)
Miitomo اولین اپلیکیشن موبایلی بود که از طریق همکاری بین Nintendo و DeNA توسعه یافت و در مارس ۲۰۱۶ منتشر شد. این یک بازی شبکه اجتماعی بود که بازیکنان می‌توانستند با آواتارهای مجازی Mii خود و دیگران از طریق سرویس My Nintendo تعامل برقرار کنند. این بازی از ساختار فریمیوماستفاده می‌کرد که به بازیکنان امکان می‌داد تا از پول واقعی برای خرید ارز درون بازی استفاده کنند (که می‌توان آن را از طریق سایر اقدامات درون بازی نیز به دست آورد) و از آن برای خرید گزینه‌های سفارشی‌سازی برای Mii بازیکن در داخل بازی استفاده کرد. Miitomo بیش از ۱۰ میلیون دانلود را در یک ماه پس از انتشار خود جذب کرد، اگرچه در ماه‌های بعد علاقه به آن کاهش یافت. نینتندو در ماه مه ۲۰۱۸ به پشتیبانی از این برنامه پایان داد.

### Super Mario Run(2016)
Super Mario Run اولین بار در دسامبر ۲۰۱۶ برای iOS و چند ماه بعد برای اندروید منتشر شد. این بازی نوعی دونده خودکار است که در آن بازیکن ماریو و سایر شخصیت‌ها را از طریق یک کورس برای جمع‌آوری سکه‌ها راهنمایی می‌کند و فقط از بازیکن می‌خواهد زمان و طول پرش ماریو را کنترل کند. برخلاف اکثر بازی‌های موبایل، نینتندو Super Mario Run را به‌عنوان عنوانی تک‌خریدی با قیمت ۱۰ دلار آمریکا منتشر کرد، اگرچه یک نسخه آزمایشی محدود رایگان را ارائه می‌دهد تا به بازیکنان اجازه دهد بازی را امتحان کنند. نینتندو قصد داشت از فروش تبدیل‌های نسخه‌ی نمایشی به بازی کامل سود ببرد. در حالی که این بازی بیش از ۲۰۰ میلیون بار دانلود شد و در جدول اپ استور در صدر قرار گرفت، نینتندو تأیید کرد که به نرخ تبدیل هدف ۱۰ درصدی در سراسر جهان نرسیده است، اما همچنان در حال بررسی این رویکرد برای عناوین بعدی هستند. شرکت تجزیه و تحلیل Sensor Tower تخمین زده است که Super Mario Run در سال اول حدود ۵۶ میلیون دلار درآمد داشته است.

## سایر برنامه های موبایل

### کنترل‌های والدین نینتندو سوییچ
Nintendo Switch Parental Controls یک برنامه همراه با Nintendo Switch است. اگرچه خود کنسول شامل تنظیمات استاندارد کنترل والدین است، برنامه ویژگی‌های اضافی مانند نظارت بر فعالیت‌های بازی کاربران کودک، تعیین محدودیت‌های زمانی روزانه و عملکرد تعلیق نرم‌افزاری دستی را معرفی می‌کند. تنظیمات استاندارد کنترل والدین را نیز می توان از طریق این برنامه پیکربندی کرد. این کار از طریق حساب‌های فرزند ثبت‌شده در حساب Nintendo خود والدین امکان‌پذیر است. این برنامه در کنار Nintendo Switch در مارس ۲۰۱۷ راه‌اندازی شد.

### نینتندو سوییچ آنلاین
در حالی که Nintendo Switch دارای عملکردهای آنلاین و شبکه‌ای مختلفی است، نینتندو برای دسترسی به ویژگی‌های پیشرفته‌تر از یک برنامه تلفن همراه جداگانه به نام Nintendo Switch Online برای ویژگی‌هایی مانند چت صوتی درون بازی، افزودن دوستان و مدیریت سرویس اشتراک آنلاین سوییچ استفاده کرد. به گفته Fils-Aimé، آنها می‌خواستند از یک برنامه تلفن همراه برای این ویژگی‌ها استفاده کنند تا بازیکنان بتوانند از دستگاه‌های تلفن همراه موجود خود که قبلاً برای جنبه‌هایی مانند چت صوتی طراحی شده‌اند، استفاده کنند و برخی از مشکلات تاخیری را که بازیکنان ممکن است با آن مواجه شوند حذف کنند. آنها سوئیچ را در حالت دستی آن بازی می‌کردند. این اپلیکیشن در جولای ۲۰۱۷ در برخی کشورها منتشر شد. این برنامه در جولای ۲۰۱۷ همزمان با انتشار Splatoon 2 به صورت نرم‌افزاری راه‌اندازی شد. نسخه کامل این برنامه در سپتامبر ۲۰۱۸ منتشر شد.

### وی چت
اگرچه Nintendo Switch به طور رسمی در دسامبر 2019 با مشارکت Tencent در سرزمین اصلی چین راه اندازی شد، واحدهای Switch که به طور رسمی در سرزمین اصلی چین توزیع می شوند، از سیستم ورود به حساب Nintendo پشتیبانی نمی کنند، که برای استفاده از کنترل های والدین Nintendo Switch و برنامه های تلفن همراه Switch Online لازم است. در بازارهای دیگر موجود است. با این حال، Tencent خدمات آنلاین نینتندو را با سیستم ورود به سیستم WeChat خود که در نرم افزار سیستم چینی Nintendo Switch یکپارچه شده است، جایگزین کرد. در نتیجه، Tencent ویجت‌های اضافی یا «برنامه‌های کوچک» را در برنامه تلفن همراه WeChat خود تعبیه کرد تا به کاربران چینی Nintendo Switch یک روش جایگزین برای عملکرد پشتیبانی مانند کنترل‌های والدین از راه دور و پشتیبانی پرداخت الکترونیکی و همچنین عملکردهای خاص بازی، مانند امکان ردیابی آمار بازی برای Ring Fit Adventure .  